# Coprosma nitida
Coprosma nitida es una especie de arbusto de la familia de las rubiáceas. Es un endemismo de Australia. 

## Descripción
Es un arbusto erecto que alcanza un tamaño de 2 m de altura, las ramas a menudo espinescentes, pubescentes. Las hojas linear-oblongas a lanceoladas estrechas o estrecho-ovadas, en su mayoría de 0.5-2 cm de largo, 2-5 mm de ancho, el ápice obtuso o agudo, la lámina brillante, glabra, con nervio central distinto, poco peciolada, con estípulas tubulares, pubescentes, y los márgenes ciliados. Las flores son solitarias, terminales en ramas cortas, laterales. Las flores masculinas con cáliz bien desarrollado, la corola  ancha en forma de embudo. Las flores femeninas con corola tubular, de 2 mm de largo, igual a ± cáliz, lóbulos recurvados. El fruto es una drupa oblonga, de 10 mm de largo, de color naranja-rojo, coronada por los lóbulos del cáliz.

## Taxonomía
Coprosma nitida fue descrita por Joseph Dalton Hooker y publicado en Hooker's Journal of Botany and Kew Garden Miscellany 6: 465, en el año 1847.